# Monopeltis guentheri
Espèce
Synonymes
- Monopeltis boulengeri Boettger, 1887

Statut de conservation UICN

 DD  : Données insuffisantes
Monopeltis guentheri est une espèce d'amphisbènes de la famille des Amphisbaenidae.

## Répartition
Cette espèce est endémique de l'ouest de la République démocratique du Congo.

## Publication originale
- Boulenger, 1885 : Catalogue of the lizards in the British Museum (Natural History) II. Iguanidae, Xenosauridae, Zonuridae, Anguidae, Anniellidae, Helodermatidae, Varanidae, Xantusiidae, Teiidae, Amphisbaenidae, Second edition, London, vol. 2, p. 1-497 (texte intégral).